# Kolony (album)
Kolony, również Steve Aoki Presents Kolony – czwarty album studyjny amerykańskiego producenta muzycznego Steve’a Aokiego, wydany 21 lipca 2017 roku przez Ultra Records

## Lista utworów
1. "Kolony Anthem" (feat. ILoveMakonnen & Bok Nero) - 2:57
2. "Lit" (Steve Aoki & Yellow Claw feat. Gucci Mane & T-Pain) - 2:49
3. "Without U" (Steve Aoki & DVBBS feat. 2 Chainz) - 3:44
4. "How Else" (feat. Rich the Kid & iLoveMakonnen) - 2:52
5. "Been Ballin" (feat. Lil Uzi Vert) - 3:00
6. "Night Call" (feat. Migos & Lil Yachty) - 4:00
7. "$4,000,000" (Steve Aoki & Bad Royale feat. Ma$e & Big Gigantic) - 3:14
8. "If I Told You That I Love You" (feat. Wale) - 3:15
9. "No Time" (Steve Aoki & Bad Royale feat. Jimmy October) - 2:39
10. "Thank You Very Much" (Steve Aoki & Ricky Remedy feat. Sonny Digital) - 3:13